# Kerivoula lenis
Kerivoula lenis (Thomas, 1916) è un pipistrello della famiglia dei Vespertilionidi diffuso in India e nell'Asia sud-orientale.

## Descrizione

### Dimensioni
Pipistrello di piccole dimensioni, con la lunghezza della testa e del corpo di 41 mm, la lunghezza dell'avambraccio tra 37,2 e 40,2 mm, la lunghezza della coda di 48 mm, la lunghezza del piede di 8,7 mm e la lunghezza delle orecchie di 13,8 mm.

### Aspetto
La pelliccia è lunga e lanosa. Le parti dorsali variano dal marrone al bruno-giallastro con dei riflessi bianco-giallastri sulla testa e la base dei peli più scura, mentre le parti ventrali sono più chiare. Il muso è lungo, appuntito e nascosto nel denso pelame facciale. Gli occhi sono piccolissimi. Le orecchie sono lunghe, strette, ben separate, a forma di imbuto e con una concavità sul bordo posteriore appena sotto l'estremità arrotondata. Il trago è lungo, affusolato e con una proiezione appuntita alla base posteriore. La coda è lunga ed è completamente inclusa nell'ampio uropatagio.

## Biologia

### Alimentazione
Si nutre di insetti.

## Distribuzione e habitat
Questa specie è diffusa negli stati indiani del Tamil Nadu e del West Bengal, nella Penisola malese, nella provincia di Lampung nella parte meridionale di Sumatra e nel Borneo.
Vive nelle foreste.

## Conservazione
La IUCN Red List, considerato il vasto areale e la popolazione presumibilmente numerosa, classifica K.lenis come specie a rischio minimo (Least Concern)).